# Philharmonisches Orchester Teheran

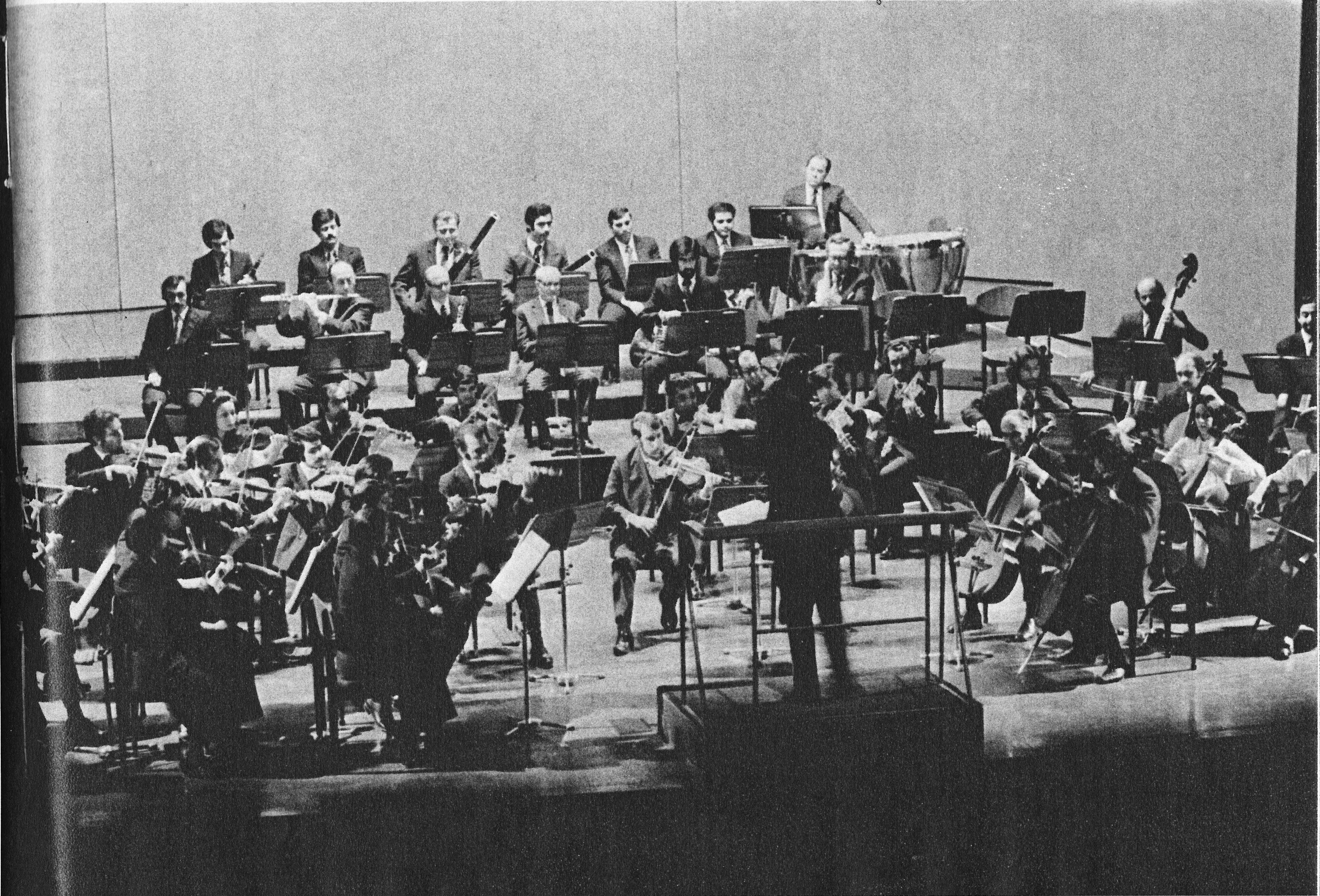
Philharmonisches Orchester Teheran, 1965

Das Philharmonische Orchester Teheran (Filarmonik Tehran) war das einzige philharmonische Orchester des Iran. Im November 1953 gegründet, wird es von der gemeinnützigen Organisation Anjoman-e Filarmonik Tehran finanziert. Ziel der Anjoman-e Filarmonik Tehran war es, die Iraner durch Konzerte, öffentliche Aufführungen, wissenschaftliche Vorträge über Musikgeschichte und Musiktheorie, den Aufbau einer Musikbibliothek und die Herausgabe einer Zeitschrift für die klassische europäische Musik zu begeistern. Nach der islamischen Revolution im Jahr 1979 musste das Orchester seinen Konzertbetrieb einstellen.

## Vorläufer
Erste Aufführungen klassischer westlicher Musik fanden bereits zur Zeit von Naser al-Din Schah in Teheran statt. 1858 gründete der französische Kapellmeister Jean Baptiste Lumierre die erste Musikschule in Teheran, deren Absolventen das erste königliche Orchester gründeten.
Einen Aufschwung erlebte die klassische europäische Musik in Teheran nach der Wienreise Naser al-Din Schahs. Die Ankunft Naser al-Din Schahs in Wien am 5. Juli 1878 glich einem wahren Volksfest. Johann Strauss (Sohn) hatte im Auftrag des Wiener Hofes eine persische Nationalhymne komponiert, um den Gast standesgemäß empfangen zu können. Mit der österreichischen Regierung wurde die Entsendung einer Militärmission vereinbart, die eine moderne persische Armee aufbauen sollte. Im Gepäck der ersten Österreichisch-ungarischen Militärmission in Persien befanden sich auch Musikinstrumente, die der Militär-Kapellmeister Julius Gebauer in Wien eingekauft und nach Teheran gebracht hatte. Naser al-Din Schah nahm am 22. Mai 1879 zum ersten Mal das von der österreichisch-ungarischen Militärmission aufgebaute Korps ab. Zur Parade wurde der Radetzky-Marsch von Johann Strauss (Vater) gespielt. Julius Gebauer, der es in der iranischen Armee später bis zum Rang eines Generals brachte, gründete in Teheran ebenfalls eine Musikschule und blieb bis zu seinem Tod im Jahr 1895 in Teheran.
Das erste Sinfonieorchester Teherans entstand 1908 nach der Konstitutionellen Revolution durch den Armeeoffizier Gholam Hossein Minbashian. Erste Konzerte fanden im Rathaus der Stadt Teheran statt. Zu diesen Männern der ersten Stunde zählte auch Salar Moazez, der bei Nikolai Andrejewitsch Rimski-Korsakow und Carl Flesch studiert hatte. Moazez gründete nach seiner Rückkehr in den Iran das erste private Konservatorium und stellte mit Musikern aus dieser Schule ein 40-köpfiges Sinfonieorchester zusammen. Zehn tschechische Profi-Musiker unterrichteten am Konservatorium, was zur Steigerung des musikalischen Niveaus erheblich beitrug. Nach der anglo-sowjetischen Invasion des Iran im August 1941 kam die Ausbildung neuer Musiker sowie die Aufführungstätigkeit des Orchesters zum Stillstand, da die tschechischen Musiker den Iran verlassen hatten. Erst 1943 konnte durch die private Initiative von Parwiz Mahmud das „Teheraner Sinfonieorchester“ seine Konzerttätigkeit wieder aufnehmen. Nachdem Mahmud 1946 zum Direktor des Konservatoriums Teheran ernannt wurde, besetzte er das Sinfonieorchester aus Musikern des Schulorchesters des Konservatoriums.

## Philharmonisches Orchester Teheran
Im November 1953 entstand neben dem Sinfonieorchester das erste Philharmonische Orchester des Iran, finanziert von der privaten, gemeinnützigen Organisation Anjoman-e Filarmonik Tehran. Ab 1963 wurden die Aktivitäten des Orchesters mit Unterstützung von Schahbanu Farah Pahlavi ausgeweitet. Sie übernahm die Schirmherrschaft über die Anjoman-e Filarmonik Tehran. Das Orchester war von nun an nicht mehr nur auf Mitgliedsbeiträge und Einnahmen aus den Konzerten angewiesen, sondern erhielt eine großzügige finanzielle Unterstützung durch das Büro von Farah Pahlavi. Ziel dieser Förderung war es, das Interesse für klassische europäische Musik vor allem in der Jugend und unter den Studenten des Iran zu wecken. Die Förderaktivitäten waren ein voller Erfolg: 1970 bestand die Mehrheit der 1.200 Mitglieder der Anjoman-e Filarmonik Tehran aus Studenten. Als Student konnte man für einen ermäßigten Jahresbeitrag von umgerechnet 25 Cent (der Regelbeitrag lag bei 3 Euro) Mitglied der Förderorganisation des Orchesters werden und dessen Konzerte zum Vorzugspreis besuchen.
Zwischen 1960 und 1972 führte Heshmat Sanjari das Philharmonische Orchester zu seiner ersten Hochblüte. In jener Zeit gab es Konzerte mit international bekannten Solisten wie Yehudi Menuhin, Zubin Mehta oder Isaac Stern. Als Gastdirigent kam auch Herbert von Karajan nach Teheran. In diesen Jahren gab das Orchester über 700 Konzerte mit ausländischen und iranischen Dirigenten in Teheran, in Abadan und Schiraz.
Nach der Islamischen Revolution 1979 wurden nahezu alle Kunstorganisationen aufgelöst und die Orchester und Musikschulen geschlossen. Die Folge davon war, dass viele Musiker emigrierten. Das philharmonische Orchester stellte seinen Konzertbetrieb ein. Alle Versuche, das philharmonische Orchester Teheran neu zu beleben, sind bis heute erfolglos geblieben.